# Letov Š-18
O Letov Š-18 / Š-118 / Š-218 foi um avião de treinamento checoslovaco biplano projetado a partir da segunda metade da década de 1920. A aeronave, produzida em uma fábrica de aeronaves militares em Kbely, foi projetada para o Ministério de Defesa Nacional pelo engenheiro chefe Alois Šmolik. Na época, era uma aeronave moderna para o treinamento básico. O modelo Š-18 recebeu o apelido de "Mosquito" e o Š-218 de "Grande Mosquito". Estas aeronaves por vezes eram chamadas também em nome de seu projetista, por exemplo, no registro de aviação de 1932, foram registradas como Šmolík Š-18 / Š-118 / Š-218.

## Projeto e desenvolvimento

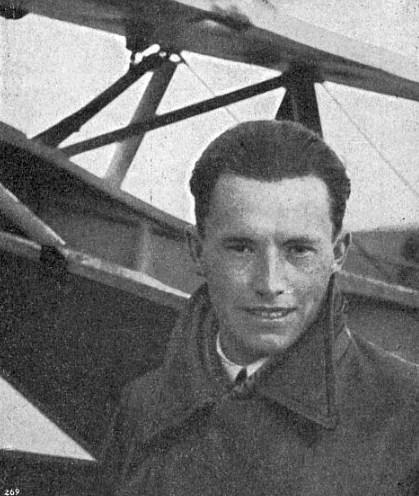
O engenheiro B. Šimůnek em um Letov Š-118 equipado com o motor Walter NZ-85 venceu uma corrida de aeronaves em 1934

Em 1924, Alois Šmolík projetou um avião biplano completamente novo, construído de madeira para o treinamento básico, recebendo a designação Š-18. O primeiro protótipo com um motor Walter NZ-60 de cinco cilindros voou na primavera de 1925. Este avião de treinamento iria substituir os obsoletos Letov Š-10 (1922) e o Aero A-1 (1919), que eram baseados na aeronave militar Hansa-Brandenburg BI (1915). Em 1926, surgiu a variante Š-118 com um motor Walter NZ-85 de sete cilindros e em 1929 a variante Š-218 apareceu com um motor Walter NZ-120 de nove cilindros.
Para sua fábrica, o Š-18 e suas variantes, representou um sucesso comercial, não apenas produzindo 36 aeronaves para uso da Força Aérea Checoslovaca mas também com várias unidades exportadas. 10 Š-18 foram vendidos para a Bulgária, onde tornou-se o modelo para uma versão produzida sob licença, o DAR-1 (com o motor Walter NZ-60) e 8 DAR-1A (com o motor Walter Vega). A aeronave foi fabricada pela DAR (em búlgaro:  Daržavna Aeroplanna Rabotilnica) próximo ao aeroporto de Božurište nas proximidades de Sófia.
A aeronave na variante Š-218A também foi exportada para a Finlândia com pequenas modificações (fuselagem de metal) de acordo com os requisitos da Força Aérea da Finlândia. Após a entrega de 10 aeronaves, a Finlândia também adquiriu a licença e outras 31 aeronaves foram fabricadas sob licença naquele país. Em 1948, uma das Š-218A entregues participou em voos acrobáticos em Helsinque, sendo a última delas aposentada em 1959.

## Descrição

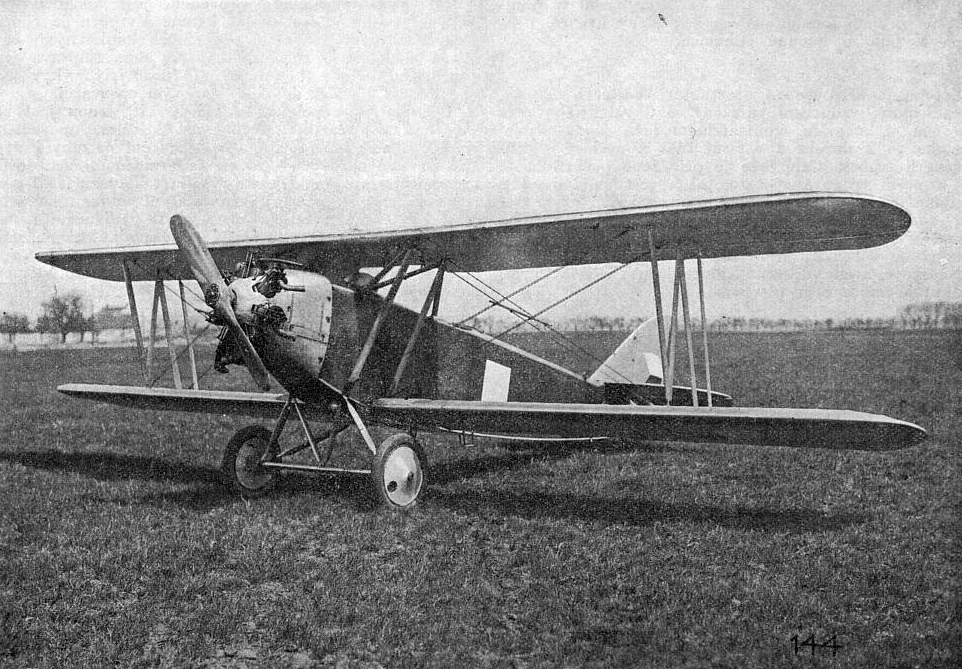
Letov Š-218 (1929)

O Letov Š-18 era um avião de treinamento monomotor biplano com dois assentos, utilizado para treinamento básico. O Š-18 e o Š-118 operados na Checoslováquia eram construídos inteiramente de madeira, reforçados em cada lado com uma estrutura em forma de "N". A fuselagem tinha uma seção cruzada retangular, coberta com compensado. A parte superior dos assentos da tripulação era levemente arredondado, facilitando a visão lateral. A cabine de pilotagem era a mesma para ambos os pilotos.
Ambas as asas tinham a mesma envergadura e corda. A asa superior era conectada à fuselagem por um sistema de suportes de aço apenas nas laterais da fuselagem, o que permitia ao piloto ter uma boa visão para a frente da aeronave. As asas e a cauda eram cobertas com tela. A aeronave possuía um controle do tipo alavanca dupla. O grande trem de pouso de aço tubular era reforçado no meio do eixo por suportes adicionais que conectavam-se a parte inferior da fuselagem, com o auxílio de amortecedores de borracha e uma distância entre as rodas de 1,82 m, que fornecia à aeronave um pouso seguro e confortável em pistas não pavimentadas e em condições de pouso duro efetuados por alunos pouco experientes. O motor era montado em um forte berço, que era rebitado com aço. Um motor Walter NZ-60 foi instalado no modelo Š-18, que desempenhava 75 hp (55,9 kW) na decolagem e uma potência nominal de 60 hp (44,7 kW) a 1.400 rpm. Este era equipado com uma hélice sólida, com duas pás de madeira.
O modelo Š-218 foi colocado em produção no ano de 1929. Esta possuía ainda duas subvariantes. Uma delas, o Š-218, era construído inteiramente de madeira, para uso militar e 34 aeronaves foram construídas, das quais algumas serviram na Força Aérea Checoslovaca até a ocupação nazista. A segunda e e posterior versão, Š-218A, produzida para a Finlândia, tinha uma construção mista, com uma fuselagem de tubos de aço soldados. Após a primeira experiência em operação, o centro de gravidade foi alterado ao aumentar a parte dianteira da fuselagem e ajustar o berço do motor. O mais pesado motor NZ-120 deste modelo requeria um berço muito mais forte, levando ao uso de uma construção mista e uma fuselagem tubular (madeira e aço). A asa inferior e a cauda também sofreram modificações. A versão modificada do Š-218 distinguia-se de seus antecessores na asa superior, dividida em duas partes e conectada ao canopy. Tinha um deslocamento de até 25% na profundidade da asa. Quando vista de frente, a asa tinha um formato de "V". O trem de pouso também foi modificado. A característica mais visível desta versão eram as formas das superfícies do estabilizador vertical, que eram significativamente diferentes dos lemes redondos das variantes Š-18 e Š-118.
Todas as variantes do Š-18, com sua estabilidade suficiente, eram fáceis de operar mesmo em situações adversas, cumprindo assim os propósitos como um avião de treinamento. Eram muito populares por suas qualidades "inconfundíveis".

## Utilização

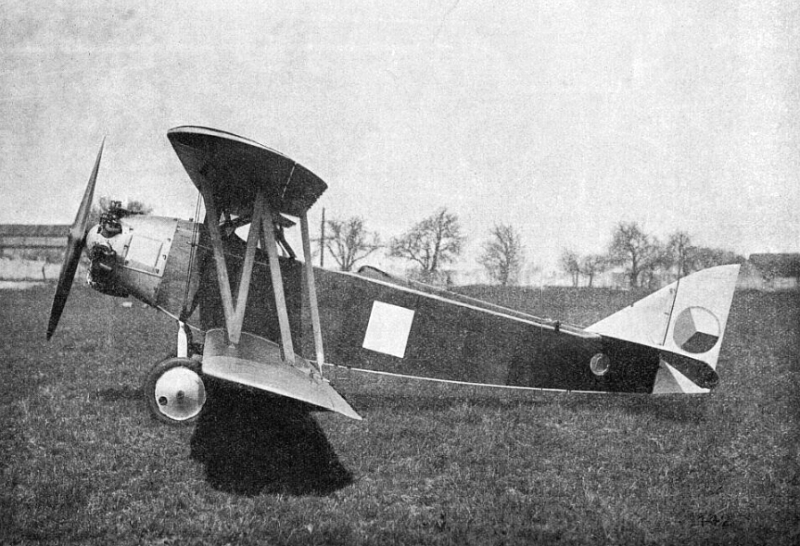
Letov Š-218 com seu característico estabilizador vertical (Letectví, junho de 1929)

As aeronaves Š-18 serviram o Exército Checoslovaco (36 unidades), mas também houve 10 unidades exportadas para a Bulgária. O recebimento das aeronaves pelos búlgaros foi em 23 de junho de 1926.
Para o treinamento contínuo, a versão Š-118 motorizada com o Walter NZ-85 foi subsequentemente construída para o Ministério de Trabalho Público, com um total de 13 unidades sendo produzidas. Com esta pequena aeronave de treinamento o Capt. Hamšík em 21 de setembro de 1926 realizou um voo promocional de longa distância, percorrendo 3.000 km na rota Praga - Olomouc - Varsóvia - Caunas - Riga - Reval (Finlândia, Países Bálticos e Polônia), através do qual os finlandeses fecharam negócio para aquisição de máquinas similares, mas com motores mais potentes do que o Š-118, de onde surgiu posteriormente o Š-218A. 10 Š-218A com o motor NZ-120 foram entregues na Finlândia e após testes favoráveis em operação, os finlandeses adquiriram a licença de produção. Um dos modelos finlandeses produzidos no período entre-guerras ainda estava realizando voos acrobáticos em 1948, e um ainda manteve-se em serviço até 1959, registrado na Finlândia. Alguns Š-218 também foram entregues pela Letov para o Exército Checoslovaco. Um total de 44 Š-218 foram produzidos (34 Š-218 para a Força Aérea Checoslovaca e 10 Š-218A para a Força Aérea da Finlândia).
Em maio de 1931, uma aeronave militar do modelo Š-118 (marcada 22C) participou no Encontro Aéreo Internacional em Zagreb, Croácia. O Major Čapek ficou em segundo lugar na classificação geral de uma competição e ficou em primeiro de todas as aeronaves não equipadas com freios. Um segundo Š-118 com o piloto Kolařík do Aeroclube da Morávia (OK-AAU) também veio da Checoslováquia e finalizou em sexto na competição. Em 1934, o Š-118 participou também do Voo Nacional da Checoslováquia e o piloto engenheiro Bohuslav Šimůnek juntamente com o Dr. J. Janatkou venceu a competição. O Eng. Šimůnek aprendeu a voar no Aeroclube RČS. Acompanhando-o como navegador, foi o Dr. Janatka, que embora fosse um especialista, devota-se em seu tempo livre a voos desportivos. 26 tripulações participaram da competição, das quais 18 a completaram com sucesso (incluindo dois Š-218 em 7º e 12º lugar).

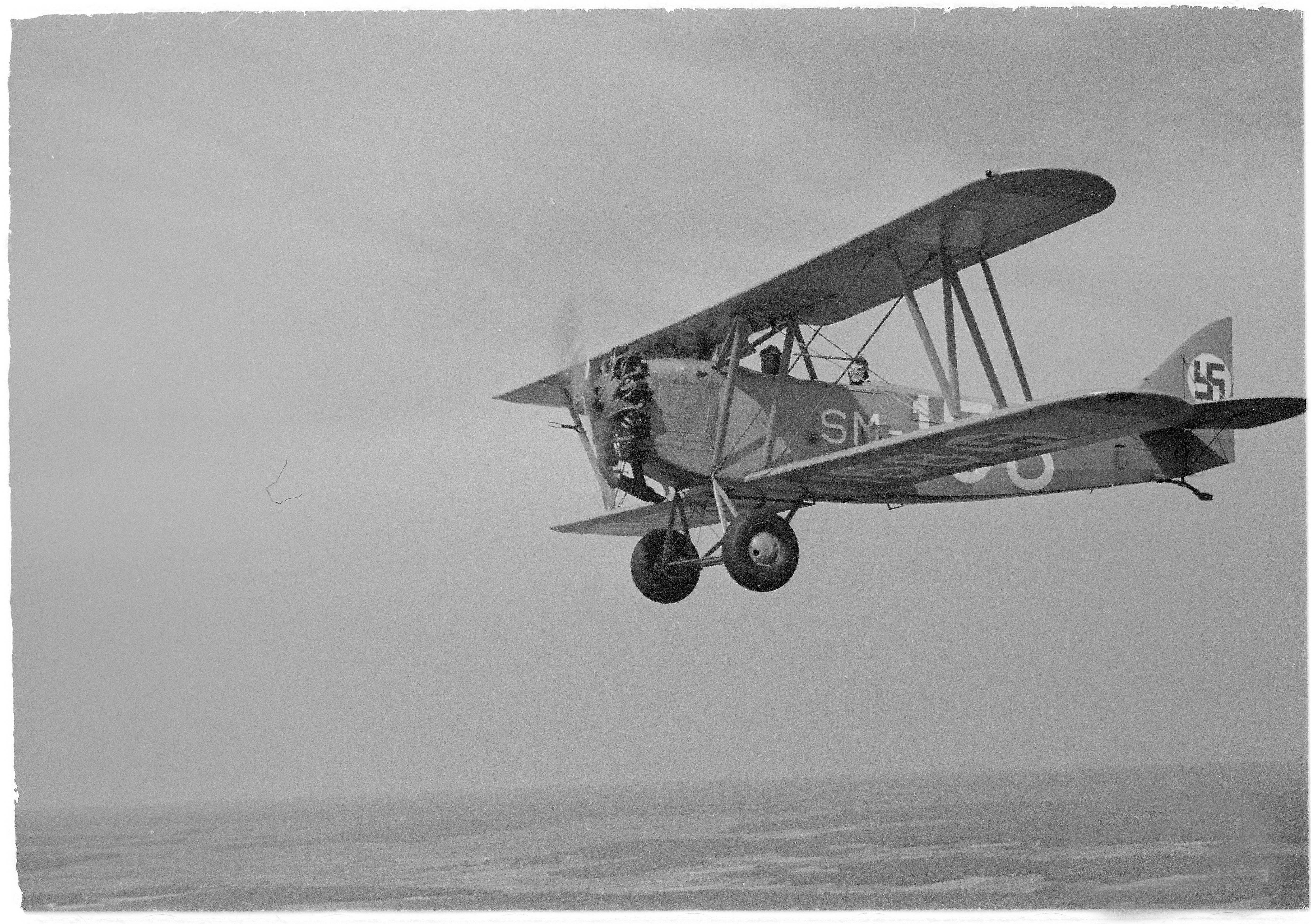
Letov Š-218A da Força Aérea da Finlândia

Desde o início da década de 1930, a administração militar vendia os Š-18 / Š-118 / Š-218 ou alugava-os para aeroclubes (Praga, C. Budejovice, Plzen, Klatovy, Hradec Kralove, Pardubice, Brno, Olomouc, Mor. Ostrava, Bratislava, Zvolen, etc.) ou para afluentes da Liga de Aviação Masaryk (Klatovy, Brno, Olomouc, Zlín, Bratislava, Košice, Uzhhorod, etc.) para servir como avião de treinamento no então evento "1.000 novos pilotos", também fundado pela Coleção Nacional de Aviação. A aeronave era mantida gratuitamente pelo Exército Checoslovaco e as organizações de treinamento recebiam CZK 5.000 para cada piloto treinado. Em 1929, um Š-218 foi adquirido pela Linha Aérea estatal Checoslovaca (matrícula OK-BASL / OK-ASL), para auxiliar em suas rotas de transporte em caso de pousos de emergência ou voos de negócios. Em 1935, um total de 47 aeronaves desta séria haviam sido registradas.

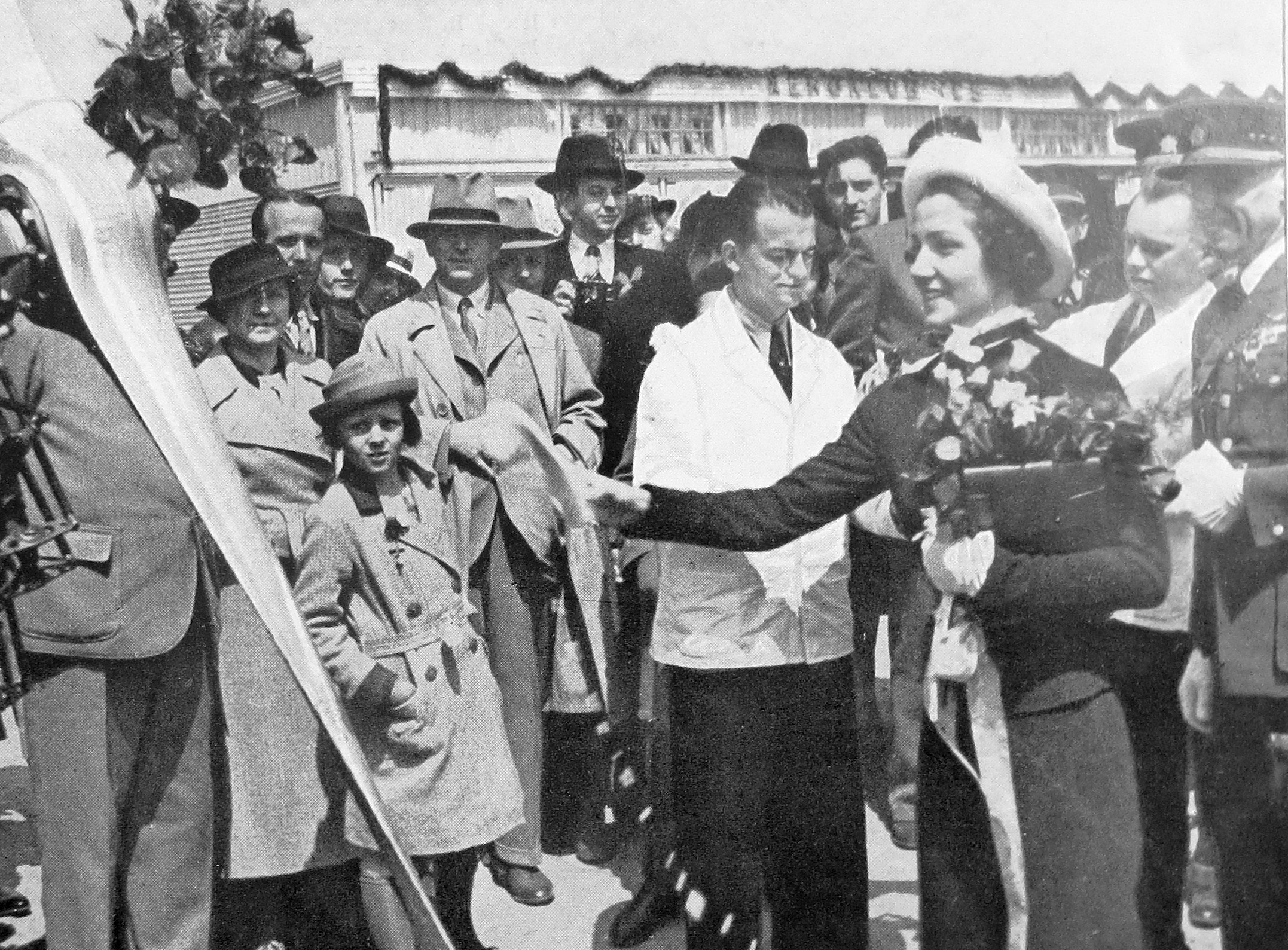
Olga (Lola) Kumperová, esposa de A. Kumpery, ao lado de um Š-218

Além de servir para treinamento, as aeronaves eram frequentemente demonstradas em eventos aerodesportivos. Em abril de 1934, por exemplo, foi no Aeroclube RČs, no novo aeroporto estatal de Praga-Ruzyně. Todas as aeronaves da frota do aeroclube foram utilizadas em demonstrações, especialmente os modelos Š-218, Š-118, B-9 e Š-10, pilotados por membros do clube.
Em 1938, as aeronaves Š-218 foram consideradas como aeronaves de treinamento e de transporte de malotes durante a mobilização. Após o fim da Checoslováquia em março de 1939, um número de aeronaves deste tipo (4 ou 10) remanesceram na primeira República Eslovaca. As outras aeronaves foram confiscadas pela Luftwaffe. Na lista das aeronaves da Luftwaffe, 3 Š-218 são mencionados em 1940, mas é improvável que tenham sido usados devido à sua idade e pequena quantidade.
Uma única aeronave Š-218 com fuselagem de madeira foi preservada e está em exibição no Museu de Aviação de Kbely, com a designação militar 49C. O Instituto de História Militar (VHU) exibe o Š-218 em camuflagem da primeira vez que voou na Escola de Aviação Militar em Prostějov. Uma segunda aeronave produzida sob licença pela Finlândia (Š-218A) está em exibição no Museu de Aviação da Finlândia.

## Variantes

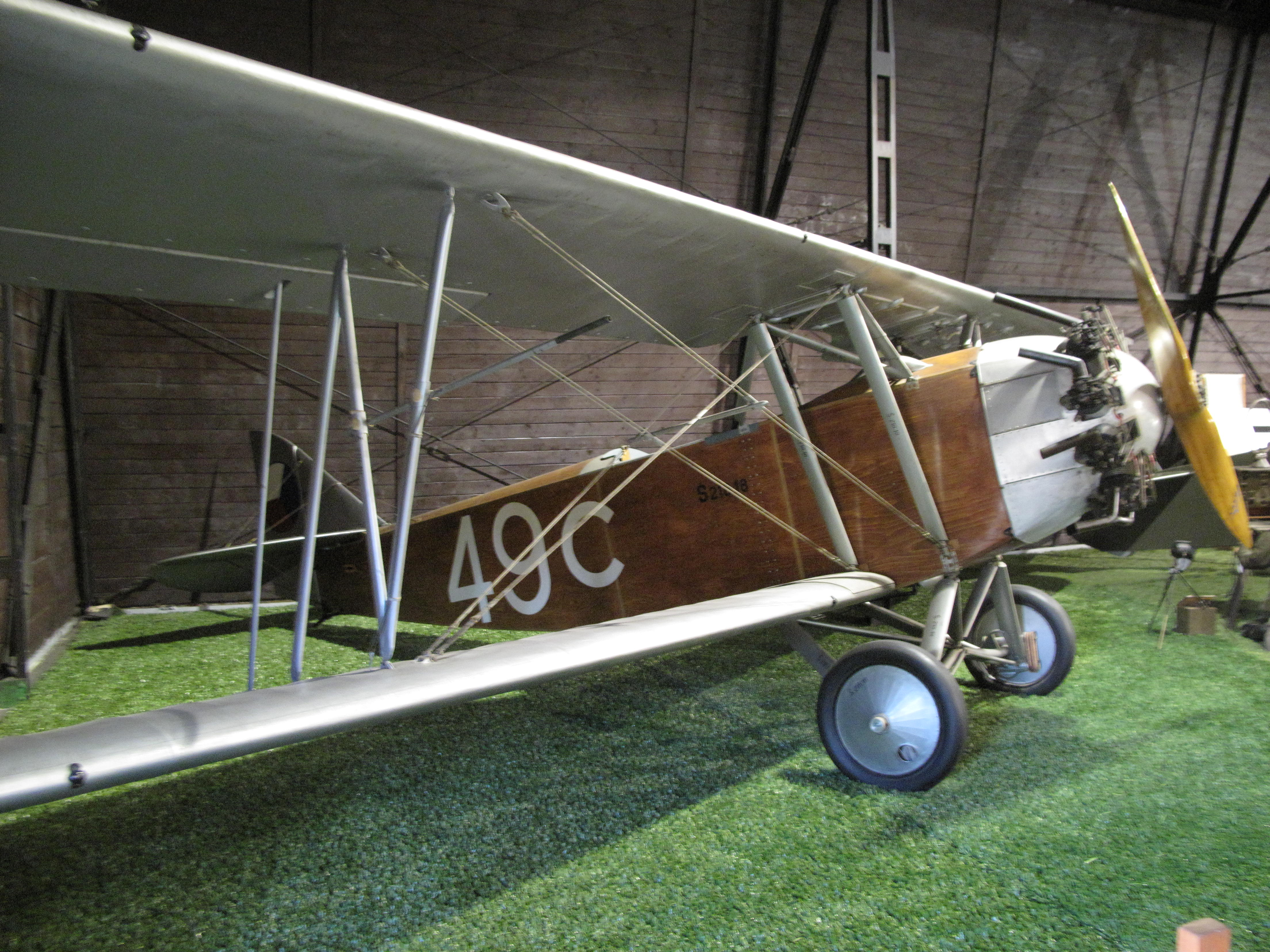
Letov Š-218 no Museu de Aviação de Kbely

- Š-18 - Versão básica, introduzida em 1925 com o motor Walter NZ-60. Na década de 1930, este modelo também era operado pela Liga de Aviação Masaryk (matrículas OK-LJJ e OK-LIH) e clubes afiliados aos aeroclubes da Checoslováquia (como o OK-OAA, OK-MOC, OK-VAJ e etc.)[22][23]
- Š-118 - Em 1926, uma série com treze aeronaves produzidos com o motor Walter NZ-85 foi criada, recebendo a designação Š-118. Sua função era dar continuidade ao treinamento básico oferecido pelo Š-18.[8]
- Š-218 e Š-218A - Ambas versões (com apelido "Grande Mosquito") utilizavam o motor Walter NZ-120. O Š-218 construído para a Força Aérea Checoslovaca era inteiro de madeira, como o Š-118. A versão Š-218A construída de acordo com requisitos finlandeses, tinha uma construção mista.[2]

## Operadores
- Checoslováquia
  - Força Aérea Checoslovaca
  - Aeroclubes da Checoslováquia
  - Liga de Aviação Masaryk
- Bulgária
  - Força Aérea da Bulgária
- Finlândia
  - Força Aérea da Finlândia
- Alemanha Nazista
  - Luftwaffe
- Eslováquia
  - Força Aérea Eslovaca

## Especificações

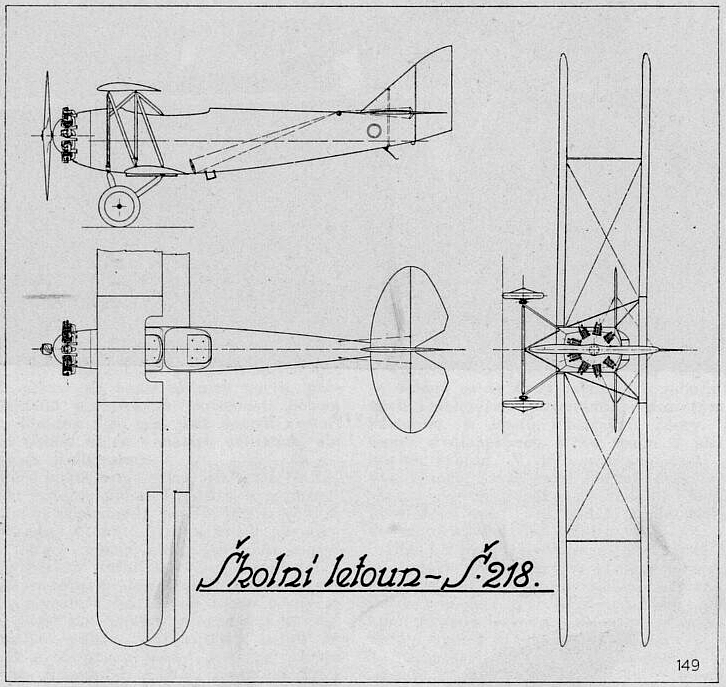
Letov Š-218

Fontes

### Especificações técnicas
| Variante               | Š-18            | Š-118           | Š-218          |
| ---------------------- | --------------- | --------------- | -------------- |
| Ano de introdução      | 1925            | 1926            | 1929           |
| Tripulação             | 2               | 2               | 2              |
| Envergadura (m)        | 10,00           | 10,00           | 10,00          |
| Comprimento (m)        | 6,68            | 6,91            | 6,91           |
| Altura (m)             | 2,36            | 2,85            | 2,40           |
| Área da asa (m2)       | 16,30           | 16,30           | 16,30          |
| Carga alar (kg/m2)     | 34,0            | 54,9            | 45,5           |
| Peso básico vazio (kg) | 345             | 480             | 510            |
| Peso de decolagem (kg) | 555             | 720             | 742            |
| Motorização            | Walter NZ-60    | Walter NZ-85    | Walter NZ-120  |
| Potência máxima        | 55 kW (73,8 hp) | 74 kW (99,2 hp) | 99 kW (133 hp) |
| Potência nominal       | 44 kW (59,0 hp) | 62 kW (83,1 hp) | 88 kW (118 hp) |

### Desempenho
| Variante                        | Š-18                        | Š-118                      | Š-218                        |
| ------------------------------- | --------------------------- | -------------------------- | ---------------------------- |
| Velocidade máxima               | 140 km/h (75,6 kn)          | 145 km/h (78,3 kn)         | 150 km/h (81,0 kn)           |
| Velocidade de cruzeiro          | 105 km/h (56,7 kn)          |                            | 120 km/h (64,8 kn)           |
| Velocidade de pouso             | 68 km/h (36,7 kn)           | 68 km/h (36,7 kn)          | 68 km/h (36,7 kn)            |
| Teto operacional                | 3 500 m (11 500 ft)         | 4 000 m (13 100 ft)        | 4 000 m (13 100 ft)          |
| Tempo (min) para a altitude (m) | 10´ para 1 000 m (3 280 ft) | 8´ para 1 000 m (3 280 ft) | 5,5´ para 1 000 m (3 280 ft) |
| Alcance                         | 325 km (175 m.n.)           | 375 km (202 m.n.)          | 600 km (324 m.n.)            |